# Sceptrothelys consocius
Sceptrothelys consocius är en stekelart som först beskrevs av Walker 1874.  Sceptrothelys consocius ingår i släktet Sceptrothelys och familjen puppglanssteklar. Inga underarter finns listade i Catalogue of Life.